# ENQUIRE
ENQUIRE était un projet de la seconde moitié de 1980 de Tim Berners-Lee, qui aboutit à la création du World Wide Web en 1989. ENQUIRE partageait certaines idées du Web et du Web sémantique mais il en différait aussi par plusieurs points importants ; entre autres, il n’était pas censé être disponible pour le grand public.
Le nom est un raccourci pour Enquire Within Upon Everything, le titre d’un best-seller victorien que Berners-Lee avait beaucoup aimé dans sa jeunesse. Berners-Lee utilisa plus tard ENQUIRE comme base conceptuelle pour le World Wide Web.
Plutôt qu’un navigateur, on pourrait rapprocher ENQUIRE d’un wiki :
- base de données, avec donc un système fermé (dans le sens que les données forment un tout appréhensible)
- hyperliens bidirectionnels. Cette bidirectionnalité permet aussi à des idées, des notes… de se lier entrer elles automatiquement sans que le créateur ne s’en rende compte, permettant des associations d’idées non pensées au premier abord.
- édition directement depuis le serveur (comme les wikis et les CMS et blogs)
- facilité de composition, notamment pour les hyperliens.

## Histoire
Vers 1980, environ 10 000 personnes travaillaient au CERN avec des différents systèmes informatiques, logiciels et types de réseaux. Les salariés utilisaient principalement les courriers électroniques ainsi que les échanges de fichier. Les scientifiques avaient besoin de garder des traces de leurs travaux ainsi que des différents projets ou ils étaient impliqués les uns les autres. Tim Berners-Lee a donc commencé à travailler durant 6 mois le 23 juin 1980 au CERN alors qu'il développait ENQUIRE. Les conditions requises pour la mise en place d'un nouveau système étaient la compatibilité avec les différents réseaux, les formats de disques, les formats de données et les schémas de codage des caractères, ce qui rendait toute tentative de transfert d'informations entre des systèmes hétérogènes une tâche complexe. Les différents systèmes hypertexte avant ENQUIRE, à savoir Memex et NLS, ne répondaient pas à ces exigences.
Le projet ENQUIRE était similaire au système d'HyperCard d'Apple qui manquait de système de d'hyperliens. ENQUIRE n'avait cependant pas de système de rendu d'image mais son avantage était qu'il était portable et fonctionnait sur différents systèmes.

## Différences avec le World Wide Web
ENQUIRE mettait à disposition des pages appelées cartes avec des hyperliens. Les liens pouvaient avoir différentes significations et une douzaine de possibilités de relations étaient affichées au créateur de la carte. Les relations entre les liens pouvaient être vues par tout le monde. Tout le monde était autorisé à ajouter de nouvelles cartes mais il fallait toujours la créer depuis une carte existante.